# Werner Rohner
Werner Rohner (* 1975 in Zürich) ist ein Schweizer Schriftsteller.

## Leben
Werner Rohner wurde 1975 in Zürich geboren. Nach dem Studium der Philosophie, Germanistik und Filmwissenschaft in Zürich und Wien arbeitete er als Sekretär, Sportjournalist und Filmrezensent. 2012 schloss er sein Studium «Literarisches Schreiben» am Schweizerischen Literaturinstitut Biel ab. 2014 erschien sein erster Roman Das Ende der Schonzeit beim Lenos Verlag. 2018 veröffentlichte er dann zusammen mit Katja Brunner das Fragebuch Wie weit du genetisch vom Raubtier entfernt bist. 2020 erschien sein zweiter Roman: WAS MÖGLICH IST.

## Auszeichnungen und Stipendien
- 2023 Kranichsteiner Kinderliteratur-Stipendium[1]
- 2019 Werkjahr der Stadt Zürich für «Was möglich ist»[2]
- 2018/19 Absolvent des «Dramenprozessor» vom Theater an der Winkelwiese
- 2016/17 Lydia-Eymann-Stipendium[3]
- 2015 Shortlist des Rauriser Literaturpreises[4] für «Das Ende der Schonzeit»
- 2014 Werkjahr der Stadt Zürich für «Das Ende der Schonzeit»[5]
- 2014 Werkbeitrag des Kanton St. Gallen für «Das Ende der Schonzeit»[6]
- 2012/2013 Membri des Istituto Svizzero in Rom[7]
- 2012 Werkbeitrag der Schweizer Kulturstiftung Pro Helvetia für «Das Ende der Schonzeit»[8]
- 2008 Stipendiat der Autorenwerkstatt Prosa 2008 des Literarischen Colloquium Berlin
- 2006 Stipendiat des 10. Klagenfurter Literaturkurs 2006
- 2003/4 Stipendiat für das dreiteilige Seminar textwerk für Romanautoren 2003/4 des Literaturhaus München

## Werke
- Das Ende der Schonzeit, Roman, Lenos Verlag, Basel 2014, ISBN 978-3-85787-450-5
- Wie weit du genetisch vom Raubtier entfernt bist, Essay, zusammen mit Katja Brunner, bei essais agités, Bern 2018, ISBN 978-3-907199-04-6
- Was möglich ist. Lenos Verlag, Basel 2020, ISBN 978-3-03925-007-3
- Mehr als ein Wunsch. Verlag Freies Geistesleben, Stuttgart 2022, ISBN 978-3-7725-3126-2.

## Anthologien und Zeitschriften (Auswahl)
- Was kannst du nicht mitnehmen von zu Hause?, zusammen mit Katja Brunner, im NZZ Folio, Zürich 2019
- Willst du dein Geschlecht wechseln?, zusammen mit Katja Brunner, NZZ, Zürich 2018
- Extraterritorial in «Menschenrechte. Weiterschreiben», Salis Verlag, Zürich 2018
- Liebesbrief Ich hätte gern Deine Fresse (in: Die Zeit vom 30. August 2016) / auch erschienen in: Seither denk ich dauernd an Dich: Besondere Liebesbriefe. Die Zeit (Hg.), Arche Verlag 2017, ISBN 3-7160-2761-8.[9]

- Teil eines Grossen in Le Phare Nr. 2/2013 (Paris)
- Noch einmal in liesette littéraire Nr. 1/2011 (Biel)
- Das Meer am Ende der Strasse  in SIC Nr. 4/2010 (Aachen)
- Tagwerk auf DRS 2 in der Sendung Zeilensprünge (2010)
- Augenfarbe geschlossen in Sprache im technischen Zeitalter Nr. 234/2009 (Berlin)
- Lektionen im Grössenwahn in dipl. Poeta, einer Anthologie des AdS 2007
- Gesammelte Vorurteile in Lebensspuren, einer Anthologie des Literaturhaus Zürich 2006
- Nachdem etwas geschah in «POETRY SLAM 2003/2004», hrsg. v. Hartmut Pospiech und Tina Uebel, Rotbuch Verlag, Hamburg 2003
- Sonntag ist eine Ausnahme in entwürfe Nr. 31/2002 (Zürich)

## Übersetzungen
- Fin de Trêve. Übersetzt ins Französische von Ghislain Riccardi, Originaltitel: Das Ende der Schonzeit, Éditions de l’Aire, Vevey, 2017, ISBN 978-2-940586-64-6.

## Theaterstücke
- Go get lost, Uraufführung im Istituto Romania di Roma (Performance in Zusammenarbeit mit Anne Rochat und Benoit Bilotte), 2013
- Kopie – ein Bühnenthriller, Uraufführung im Theaterhaus Kaserne Basel, 2004 (Wiederaufnahme 2005)
- Sneak Preview, Uraufführung im Theaterhaus Gessnerallee Zürich (im Rahmen des Festivals «Hope and Glory»), 2003